# Xylophanes chironnechus
Xylophanes chironnechus är en fjärilsart som beskrevs av Rothschild och Jordan 1903. Xylophanes chironnechus ingår i släktet Xylophanes och familjen svärmare. Inga underarter finns listade i Catalogue of Life.